# 扎博羅切
51°9′38″N 27°38′56″E / 51.16056°N 27.64889°E
扎博羅切（烏克蘭語：Забороче），是烏克蘭北部的村莊，隸屬日托米爾州的科羅斯滕區。該村面積1.07平方公里，海拔高度188米，2001年人口316，人口密度每平方公里295.33人。